# Józef Jacewicz
Józef Jacewicz (ur. 24 kwietnia 1926 w Wojsztowiczach k. Wołożyna, zm. 9 listopada 1975 w Stęszewie k. Poznania) – generał brygady pilot LWP.

## Życiorys
Do 1940 był uczniem szkoły podstawowej w Trąbach, 10 lutego 1940 został deportowany wraz z rodziną do Kazachstanu przez NKWD. Do 1942 skończył 8 klas szkoły sowieckiej, potem pracował w sowchozie. W listopadzie 1943 wstąpił do Polskich Sił Zbrojnych w ZSRR, żołnierz 2 DP im. J.H. Dąbrowskiego, od stycznia 1944 w 3 DP im. R. Traugutta, do końca marca 1944 skończył szkołę podoficerską ze stopniem kaprala. Od kwietnia 1944 w 2 pułku nocnych bombowców „Kraków”. Do października 1944 na kursie pilotażu. W stopniu plutonowego uczestniczył w walkach koło Warszawy, na Pomorzu i w Brandenburgii. Od sierpnia 1946 dowódca klucza w stopniu podporucznika. 1946–1950 w Wojskowej Akademii Lotniczej w Monino k. Moskwy, po powrocie w 5. pułku lotnictwa szturmowego w Elblągu, później w Bydgoszczy, zastępca dowódcy eskadry ds. pilotażu, od stycznia 1952 dowódca pułku w stopniu majora. Od 2 listopada 1955 dowódca 8. Dywizji Lotnictwa Szturmowego w Bydgoszczy w stopniu podpułkownika, a od 1 października 1958 pułkownika. Od 30 września 1963 dowódca 16. Dywizji Lotnictwa Myśliwsko-Szturmowego w Pile. Od października 1963 generał brygady; nominację wręczył mu w Belwederze przewodniczący Rady Państwa Aleksandra Zawadzkiego w obecności ministra obrony Mariana Spychalskiego. 7 marca 1964 zastępca dowódcy Lotnictwa Operacyjnego ds. liniowych, od 23 grudnia 1967 zastępca dowódcy Szkół Lotniczych – szef Szkół Lotniczych. Od 13 sierpnia 1970 komendant Centrum Szkolenia Lotniczego w Modlinie do jego rozwiązania 20 sierpnia 1974. Później był szefem Oddziału Bezpieczeństwa Lotów w Dowództwie Wojsk Lotniczych w Poznaniu.
Zginął w wypadku samochodowym. Pochowany w Alei Zasłużonych na Cmentarzu Junikowo w Poznaniu.

## Odznaczenia
- Order Sztandaru Pracy II klasy (1964)
- Order Virtuti Militari V klasy (1946)
- Krzyż Oficerski Orderu Odrodzenia Polski (1968)
- Krzyż Walecznych (1945)
- Srebrny Krzyż Zasługi (1946)
- Medal 10-lecia Polski Ludowej
- Medal 30-lecia Polski Ludowej
- Złota odznaka honorowa „Za Zasługi dla Warszawy” (1965)[1]
- Order Wojny Ojczyźnianej I klasy (ZSRR) (1968)

I inne.